# Dawno temu w Iłży
Dawno temu w Iłży – polski amatorski film kostiumowy z 2010 roku, nakręcony przez członków grupy rekonstrukcji historycznej. Jego realizacja trwała w sumie 4,5 roku. Film był wyświetlany podczas festiwali historycznych oraz spotkań klubowych.
Film został nagrodzony na festiwalu kina niezależnego New York International Independent Film and Video Festival w kategorii najlepszy zagraniczny film przygodowy. Został także dołączony do gry komputerowej Polskie Imperium: od Krzyżaków do Potopu.

## Fabuła
XIII-wieczna Polska, pogrążona w chaosie, rozdarta wewnętrznymi konfliktami w wyniku rozbicia dzielnicowego. Kochający wolność i niezależność Piotr zwany Waskiem, zamieszkujący na zamku w Iłży, postanawia ożenić się z córką ruskiego kniazia. Układ ten ma zapewnić mu silnego sojusznika w walce z każdym, kto by chciał go sobie podporządkować. Jest jednak krakowski Biskup – sędziwy dostojnik kościelny, uważający Piotra za wichrzyciela i awanturnika, którego za wszelką cenę należy poskromić. Jako jedyny śmiał on bowiem odmówić mu złożenia hołdu lennego a do tego, wysłanie przeciw niemu wojska nie przyniosło pożądanego rezultatu. Dowiedziawszy się o planowanym ślubie Kleryk wysyła człowieka, który porywa młodą księżną. Jej miejsce zajmuje tajna agentka Biskupa, której zadanie polega na wyeliminowaniu szlachcica. Przypadek sprawia jednak, że młody rycerz Maćko, który eskortował kniaziównę, przeżywa napad na konwój i na własną rękę postanawia odbić księżną z rąk porywaczy. Kolejny, krwawy konflikt zbrojny wisi na włosku.

## Obsada
Źródło: Filmweb
- Maciej Zapaśnik – rycerz Maćko
- Paula Piechowska – księżna
- Marcin Bąk – Roderyk